# 隆线强蟹
隆线强蟹（学名：Eucrate crenata）为长脚蟹科强蟹属的动物。分布于朝鲜海峡、日本、泰国、印度、红海以及中国大陆的广东、福建、山东、渤海等地，生活环境为海水，一般栖息于水深30-100米的泥沙质海底上。其生存的海拔范围为-100至-30米。